# Système al
Le système al est une tentative de création d'un genre neutre, pour la langue française, proposé par My Alpheratz et sophistiqué par Florence Ashley, qui en a proposé des variantes.
Le genre neutre permet de s'affranchir de la hiérarchie des genres en français, d'inclure les personnes non binaires dans le langage et d'utiliser la langue sans information sur l'identité du sujet.

## Principes
Le genre neutre se distingue du langage inclusif en proposant des alternatives grammaticales nouvelles plutôt que l'amalgame des formes déjà présentes (iel, maon, par exemple) ou l'utilisation de syntaxe spécifique (le point médian « · », par exemple).
La langue française étant extrêmement genrée c'est-à-dire qu'il peut être difficile de concevoir le genre neutre. Il existe pourtant déjà des mots n'exprimant aucun genre en français comme certains pronoms personnels (je, tu), les mots épicènes (athlète, notaire, cinéaste, ...) et quelques exceptions de la langue .
Dans ce système, l'auteur défend un genre neutre plutôt qu'un genre commun. Il met en avant le pronom « al », et choisit délibérément des termes distincts phonétiquement des masculins et féminins existants. 

## Réception
Ce système d'écriture, qui a fait l'objet de plusieurs articles universitaires par son auteur et qui est au centre de l'ouvrage Grammaire du français inclusif est salué par des personnes favorables à l'écriture inclusive comme une tentative intéressante, sans être exempt de critiques. 
David Caviglioli pour L'Obs s'essaie à rédiger son article sur le mode ludique dans un genre supposé emprunté à l'auteur, tout en employant le pronom « iel » au lieu du « al » préconisé. Il plaide sur le mode ironique pour une évolution nécessaire du langage, tout en soulignant les difficultés que l'adoption d'un tel système pourrait poser aux écoliers et lycéens. 
Pour Perre-Émile Pichot, dans Acta Fabula, le modèle proposé, systématique et expérimental, est plus une force de proposition que la description d’un corpus. Il regrette l'absence d'exemples en nombre suffisant, hors de la présence d'hapax et de la prose propre à l'auteur. Il envisage qu'il puisse s'agir d'une utopie, le locutorat étant encore faible. Il salue toutefois « l'inventivité et l'intrépidité » de l'ouvrage.

## Dans la fiction
Le roman Requiem (2015) de Alpheratz est le premier à utiliser le système al. Texte où « le masculin ne l'emporte pas sur le féminin », il constitue un exemple de « néologie grammaticale ».